# Robert Assaraf
Robert Assaraf (in arabo روبرت الصراف‎?; Rabat, 5 novembre 1936 – Ramat HaSharon, 5 marzo 2018) è stato uno storico marocchino.

## Biografia
Robert Assaraf nacque a Rabat da famiglia ebraica marocchina. Iniziò la sua carriera nel Ministero dell'Interno marocchino sotto Hassan Zemmouri e Ahmed Reda Guedira. Successivamente entrò a far parte del Groupe ONA, nella quale diventò direttore generale e amministratore delegato, carica che ricoprì fino all'inizio del 1990, quando si ritirò. Nel 1996 fondò il Centre International de Recherche sur les Juifs du Maroc e cofondò l'Union mondiale du judaïsme marocain nel 1999. Fu presidente dell'Union mondiale du judaïsme marocain.
Fu anche presidente di Radio Shalom Paris e vicepresidente della rivista francese Marianne, fino al 2005, quando vendette le sue azioni a Yves de Chaisemartin.
Nel corso della sua vita, Assaraf pubblicò vari libri sulla storia degli ebrei in Marocco e sulla politica contemporanea di Israele. Pubblicò un'indagine storica sulla popolazione ebraica in Marocco nel 2005. Nel settembre 2008 pubblicò un sondaggio sull'emigrazione degli ebrei marocchini.
Nel corso dei suoi ultimi anni, si trasferì a Ramat HaSharon, in Israele, dove morì nella notte del 5 marzo 2018.

## Opere
- Juifs du Maroc à travers le monde : Émigration et Identité Retrouvée, prefazione di Patrick Girard, Suger Press, 2008.
- (FR) Ariel Sharon et ses Batailles Politiques, 2006.
- (FR) Une Certaine Histoire des Juifs du Maroc : 1860-1999, 2005.
- (FR) Le Drame d'Israël: de la paix à la guerre, 2001.
- (FR) Une Crise des Hommes; Israël, 1995-1999, Plon, 1999.
- (FR) Mohammed V et les Juifs du Maroc à l'époque de Vichy, Plon, 1997.